# Diễn đàn Al Sharq
Diễn đàn Al Sharq (tiếng Ả Rập: منتدى الشرق) là một nền dân chủ độc lập, phi đảng phái, phi lợi nhuận, có tư tưởng tập trung vào Trung Đông rộng lớn hơn. Thành lập năm 2012 bởi Wadah Khanfar, cựu tổng giám đốc của Al Jazeera Network, là người đồng sáng lập và chủ tịch. Diễn đàn Al Sharq hiện có trụ sở tại Istanbul, Thổ Nhĩ Kỳ và cũng có một văn phòng tại Geneva, Thụy Sĩ.